# Karl Persson (Nybo-Kalle)

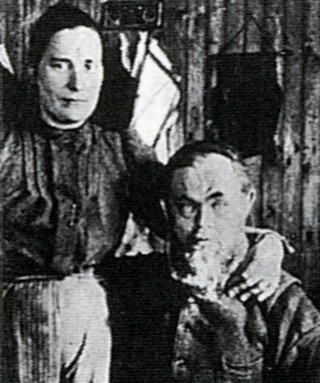
Nybo-Kalle och hustrun Anna

Karl Persson, känd som Nybo-Kalle född 1863 i Gänsen i Grangärde socken, död 1915 i Grangärde, var en naturläkare som utövade sin verksamhet vid Nyhammar och från 1909 vid Grangärde i  södra Dalarna. Han har även betecknats som undergörare, trollkarl och helbrägdagörare. 
Han var förebild för Dan Anderssons figur Karigo i novellsamlingen "Det kallas vidskepelse".  År 1995 fick Nybo-Kalle en minnessten på Grangärde kyrkogård.

## Nybo-Kalles verksamhet
Nybo-Kalle bedrev sin verksamhet till en början i Nyhammarstrakten i Stenberget men flyttade 1909 till Aspslätten vid Grangärde. Han var något av dåtidens homeopat som många vallfärdade till för att få mediciner för sina sjukdomar och krämpor.
Han beskrevs som en man med "vanskapt ansikte och ett missprydande skägg, smutsig och vindögd". Människor stod i kö för att få träffa Nybo-Kalle, ibland blev det slagsmål i kön. En del patienter övernattade hos grannarna. Men i slutänden tog han emot varenda en. Sina mediciner tillverkade han huvudsakligen själv men han köpte även läkemedel på apoteket. Själv tog han knappt betalt av sina patienter. När han var instämd till tingsrätten för kvacksalveri frågade rätten honom vad hans medicin kostade och hur mycket patienterna fick betala. Då visade det sig att han själv betalade betydligt mer än vad han fick av sina patienter. Läkare i omgivningen såg honom som en konkurrent, förmodligen blev han därför åtalad i tingsrätten.
Nybo-Kalle gifte sig på sommaren 1909 med Anna Ljunggren som härstammade från Orsa-trakten. Hon hade tidigare samma år blivit botad från sin ryggvärk av Kalle och fattade tycke för honom. På hösten 1909 flyttade de tillsammans till huset på Aspslätten, där hon hjälpte honom med hans verksamhet.

## Dan Andersson och Nybo-Kalle
Dan Andersson var mycket fascinerad av Nybo-Kalle. Han började skriva om bygdens tro och troll när han studerade vid Brunnsviks folkhögskola. Därför fick han ett särskilt intresse för Nybo-Kalle. Därtill kom att Dan Anderssons mor och Karl Persson hade varit klasskamrater och att Dan Anderssons far Adolf blev nära vän med Kalle.
I Dan Anderssons novellsamling från 1916 "Det kallas vidskepelse" figurerar Nybo-Kalle som undergöraren Karigo. I september 1918 publicerade han i Afton-Tidningen en lång berättelse om ett personligt möte med Nybo-Kalle under rubriken "Visst kan han trolla". Han skildrar sitt möte med bland annat följande ord:
| ” | "En vedervärdig stank av sprithaltiga droppar och instängd luft fyllde rummet. Kalle föreföll så uttröttad att han var nära att stupa kull bland alla sina flaskor. Han hade skjortärmarna uppkavlade och svetten pärlade ut från pannan. Svetten rann ner i hans skägg och fårade hans smutsiga kinder, svetten rann utefter händerna. Hans byxor och väst voro våta av utspillda droppar. Han själv höll på att digna framför sin stol. Därute sorlade och myllrade massan av människor. […] Folket strömmade över honom. Han fick aldrig tid att äta ett ordentligt mål mat, tvätta sig eller vila sig, aldrig tid att tänka…" | „ |

## Intresset för Nybo-Kalle idag
I oktober 1995 avtäcktes en minnessten på Grangärde kyrkogård. Stenen hade rests av Dan Andersson-sällskapet, Grangärde hembygdsförening samt Grangärdebygdens intresseförening (GBI). Stenen bär inskriptionen: Minnessten över Karl Persson undergörare Nybo-Kalle 1863-1915. Grangärde Hembygdsförening.
För att hedra och utveckla minnet av Karl Persson har "Sällskapet Nybo-Kalles vänner" bildats. Än så länge består sällskapet endast av en arbetsgrupp och en interimsstyrelse med uppgift att bland annat arbeta fram en styrelse och stadgar. Sällskapet kommer att ansöka om EU-bidrag för sitt projekt inom ramen för "Kulturhistorisk utveckling i Grangärdebygden".

## Galleri

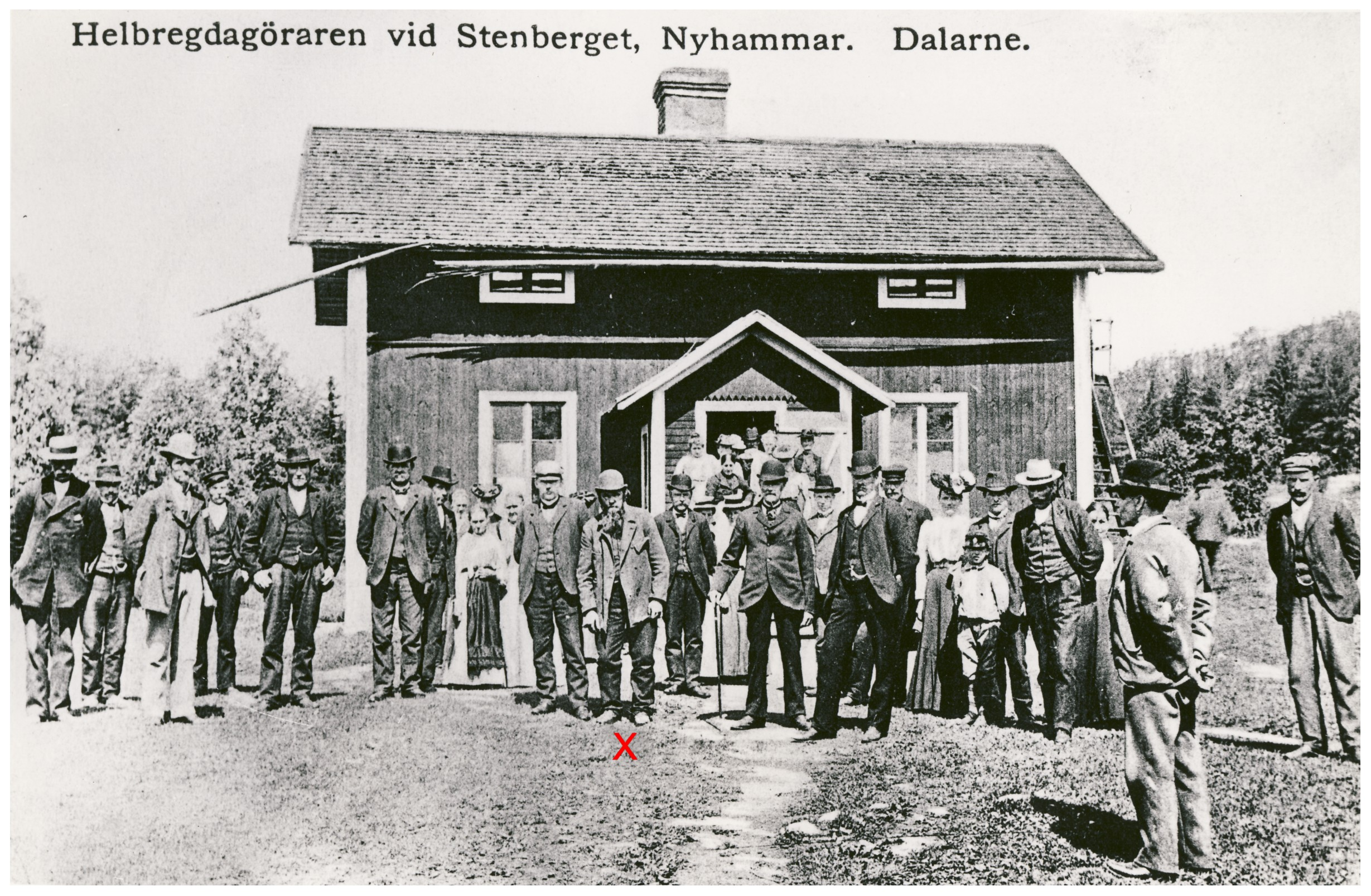
Huset vid Stenberget i Nyhammar. Nybo-Kalle (X) med sina patienter omkring 1908
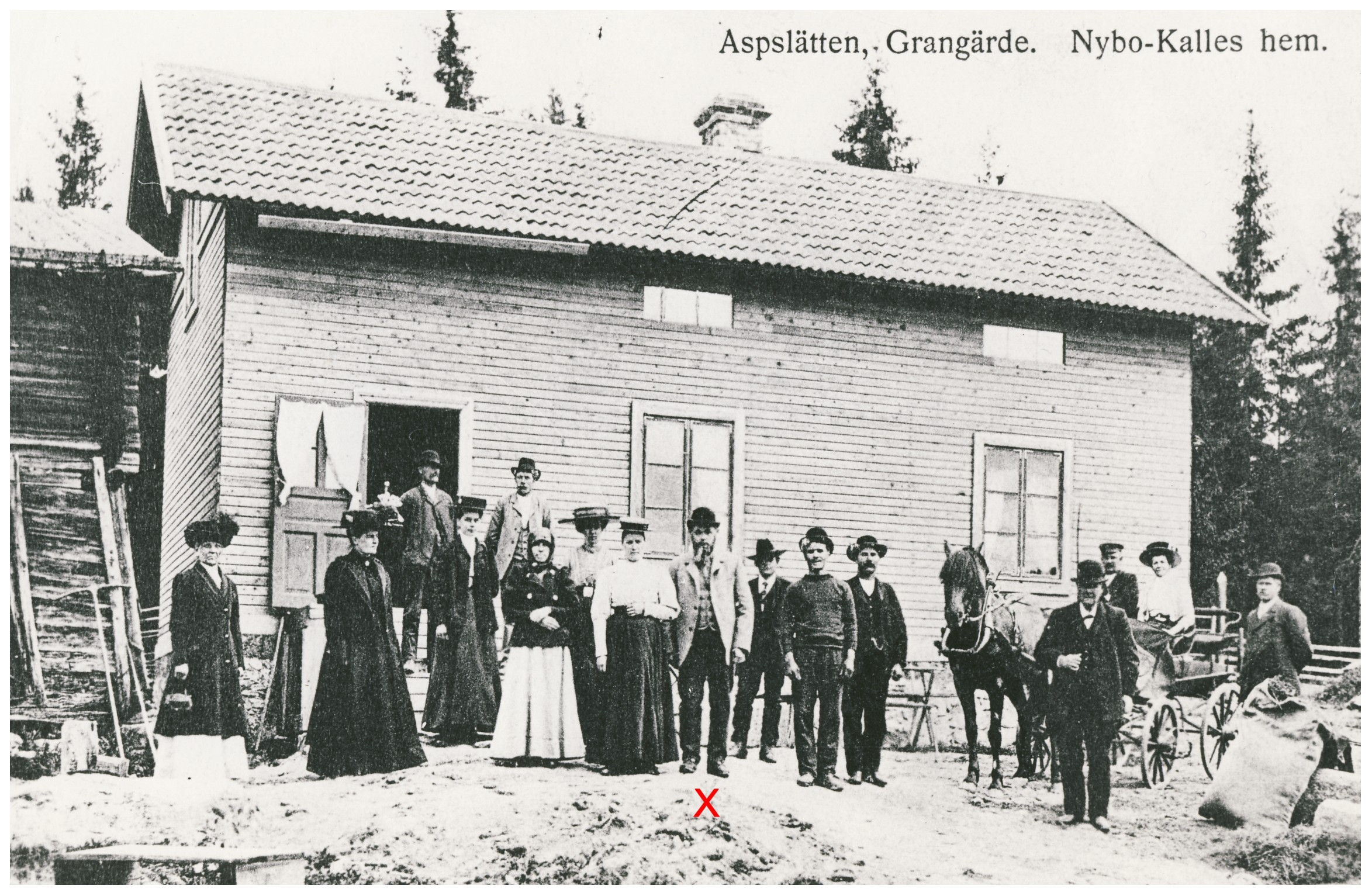
Huset vid Aspslätten. Nybo-Kalle (X) med sina patienter omkring 1912
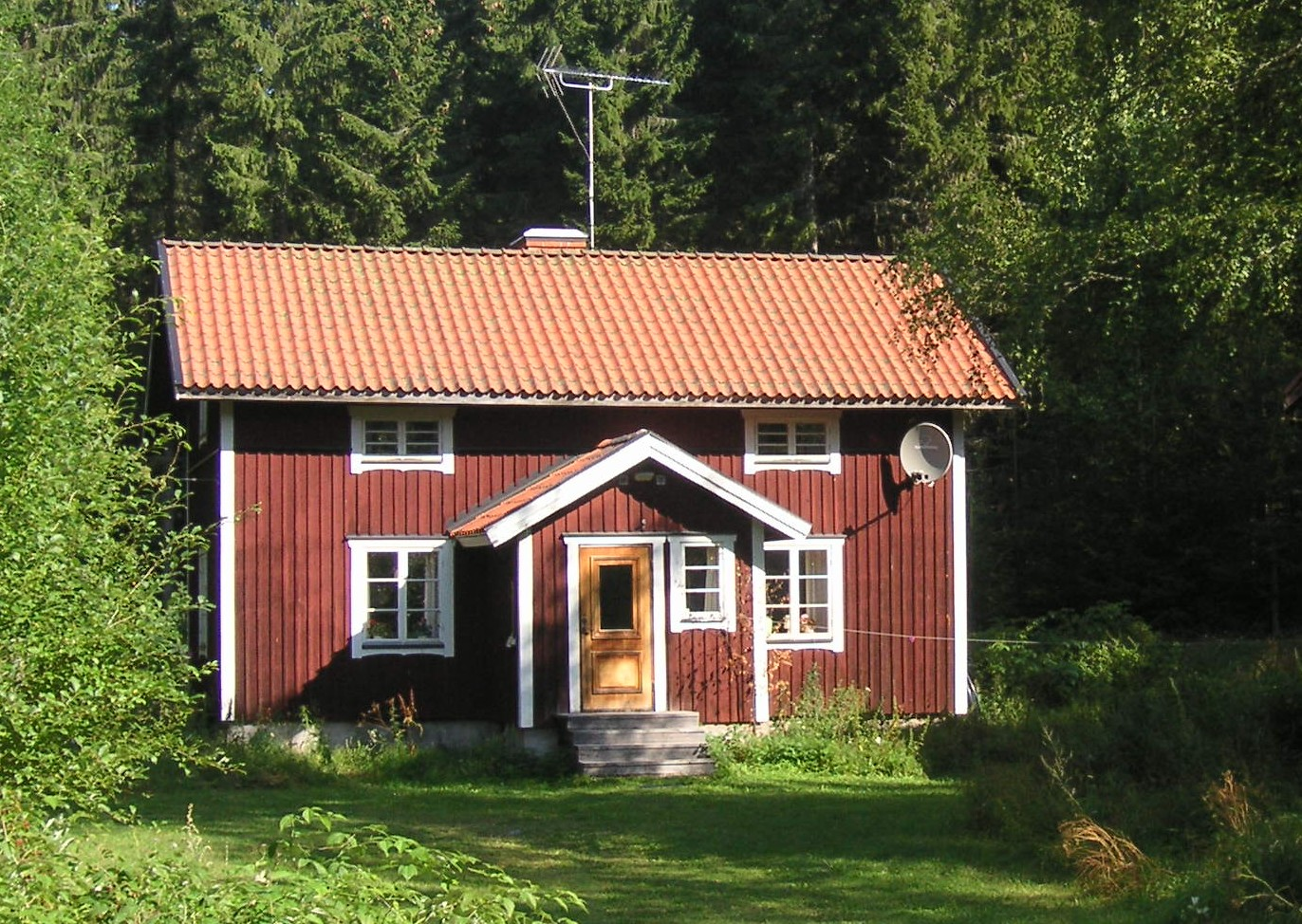
Nybo-Kalles Stenberget, idag fritidshus
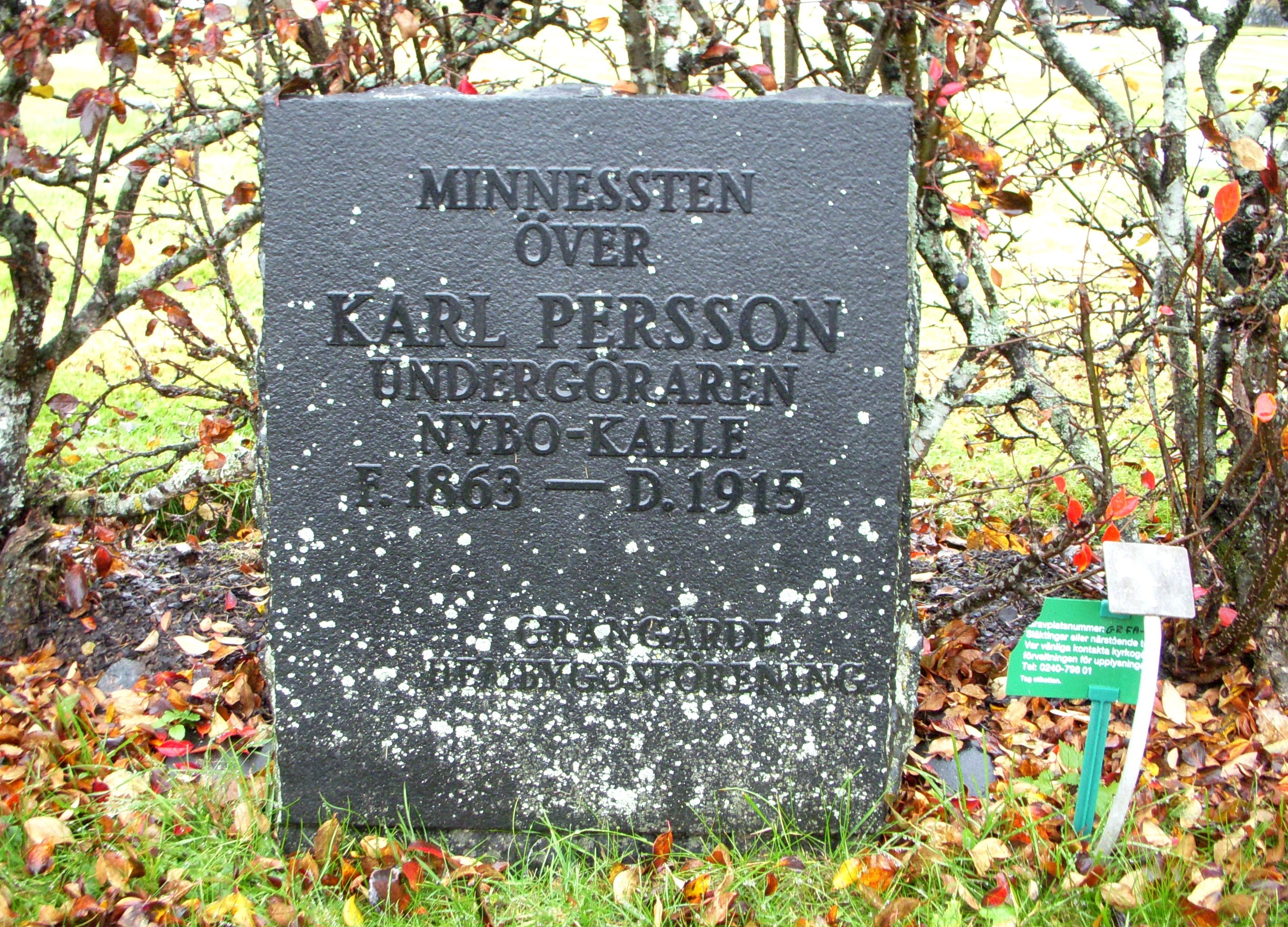
Minnesstenen 2009